# Rio Chocón Machacas
Rio Chocón Machacas é um rio centro-americano da Guatemala.